# أدي شتاين
أدي شتاين (بالعبرية: עדי שטיין‏) (8 أكتوبر 1986 بإسرائيل - ) هي لاعبة كرة قدم إسرائيلية في مركز الوسط. شاركت مع منتخب إسرائيل لكرة القدم للسيدات. أما مع النوادي، فقد لعبت مع West Texas A&M Buffaloes ‏ وMaccabi Haifa F.C. (women) ‏ وASA Tel Aviv University ‏.

## وصلات خارجية
- أدي شتاين على موقع الاتحاد الأوربي (الإنجليزية)
- أدي شتاين على موقع قاعدة بيانات كرة القدم.إي يو (الإنجليزية)